# トヨタ・FCHV

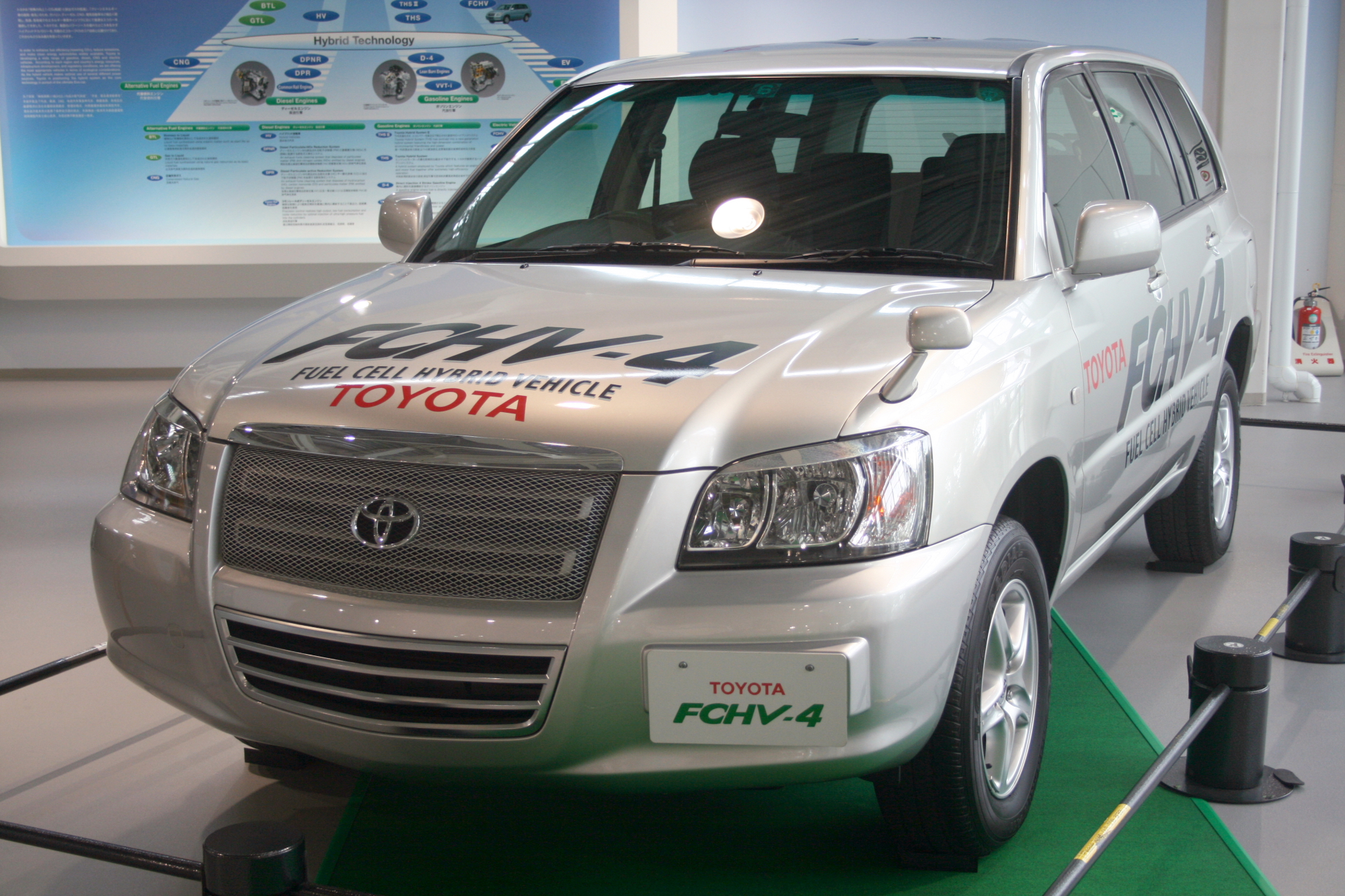
トヨタFCHV（メガウェブ）

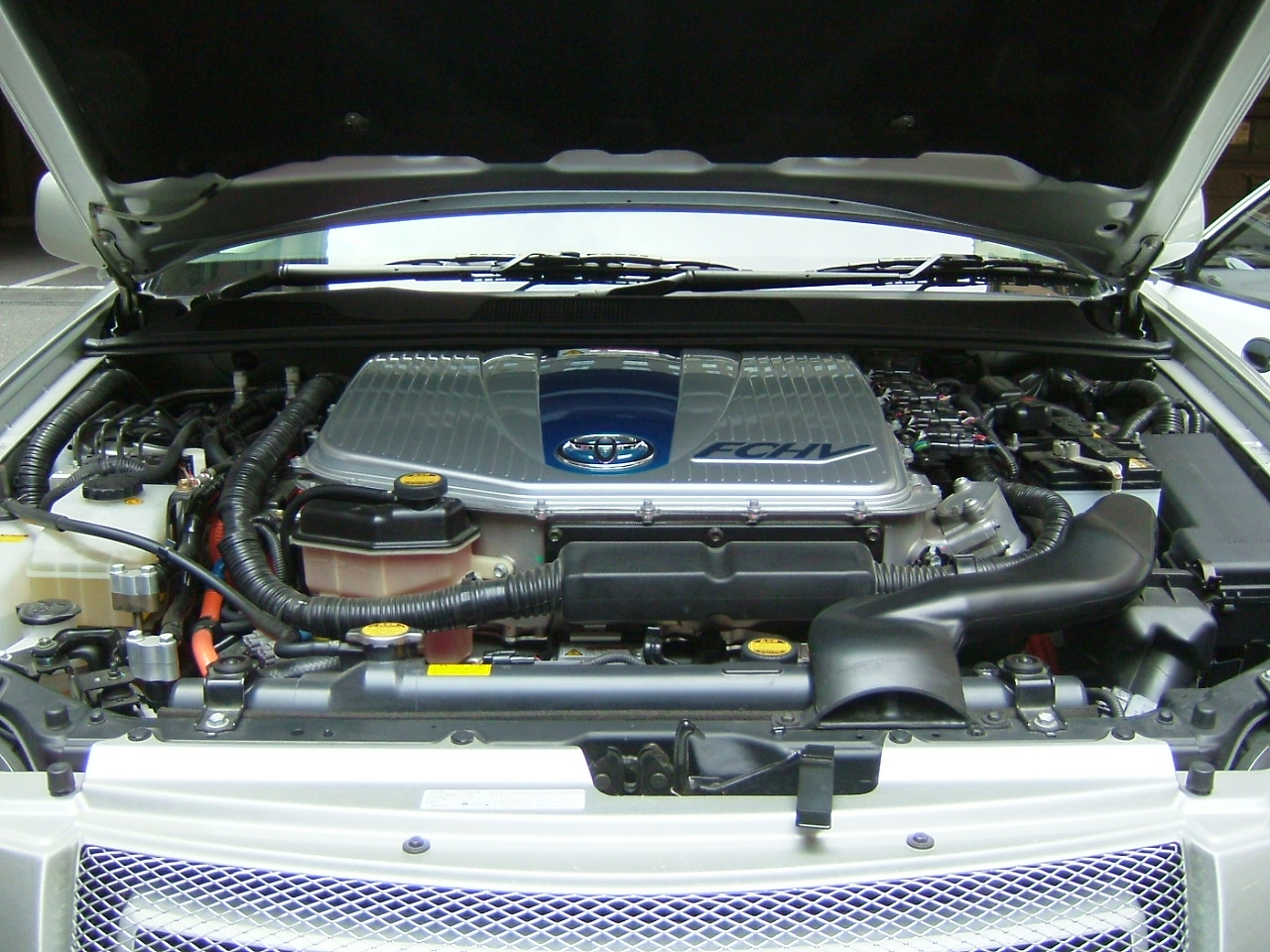
中央に見えるのがパワーコントロールユニットで、燃料電池スタックはパワーコントロールユニットの下に搭載されている

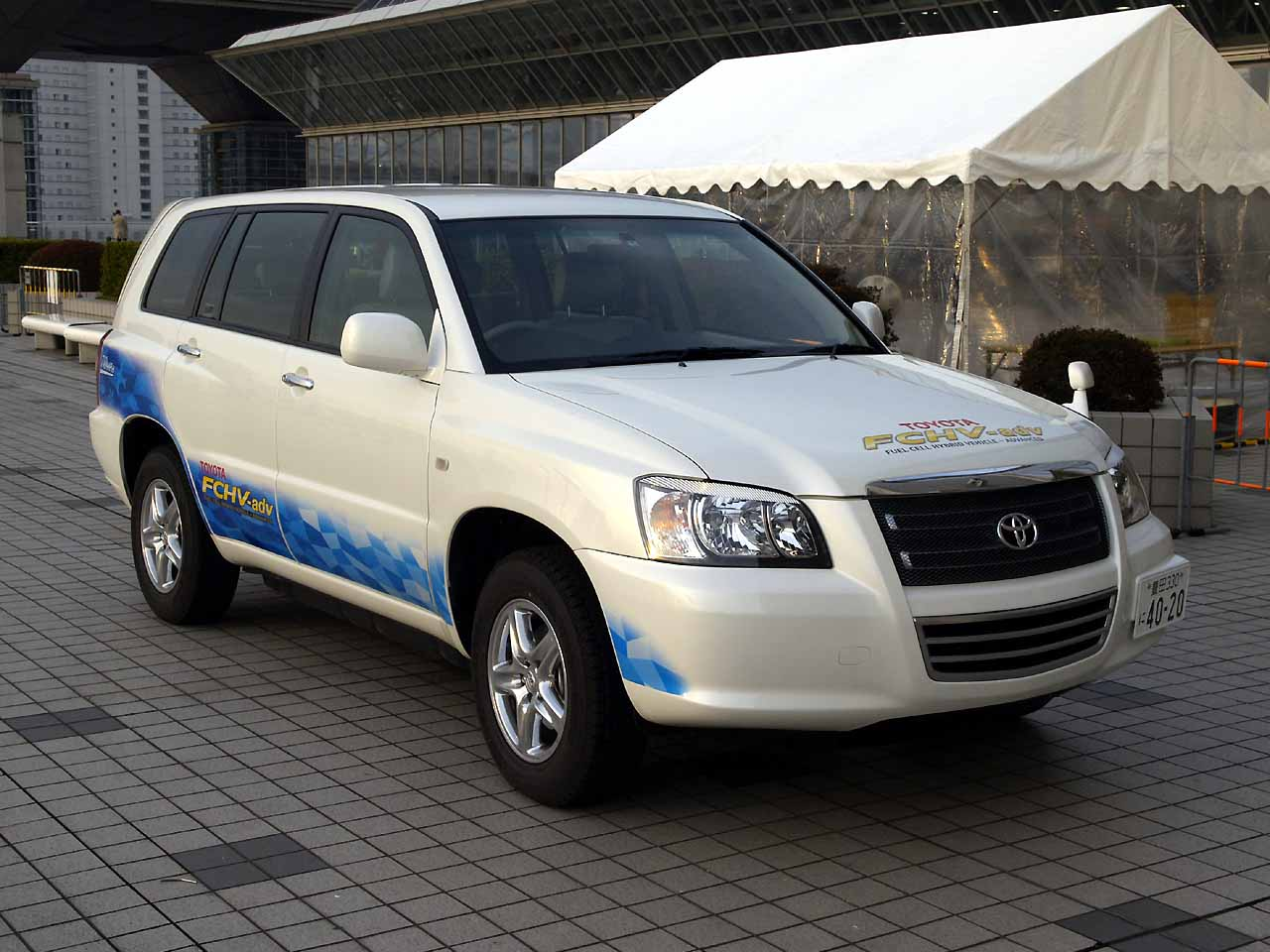
改良版のFCHVアドバンスド

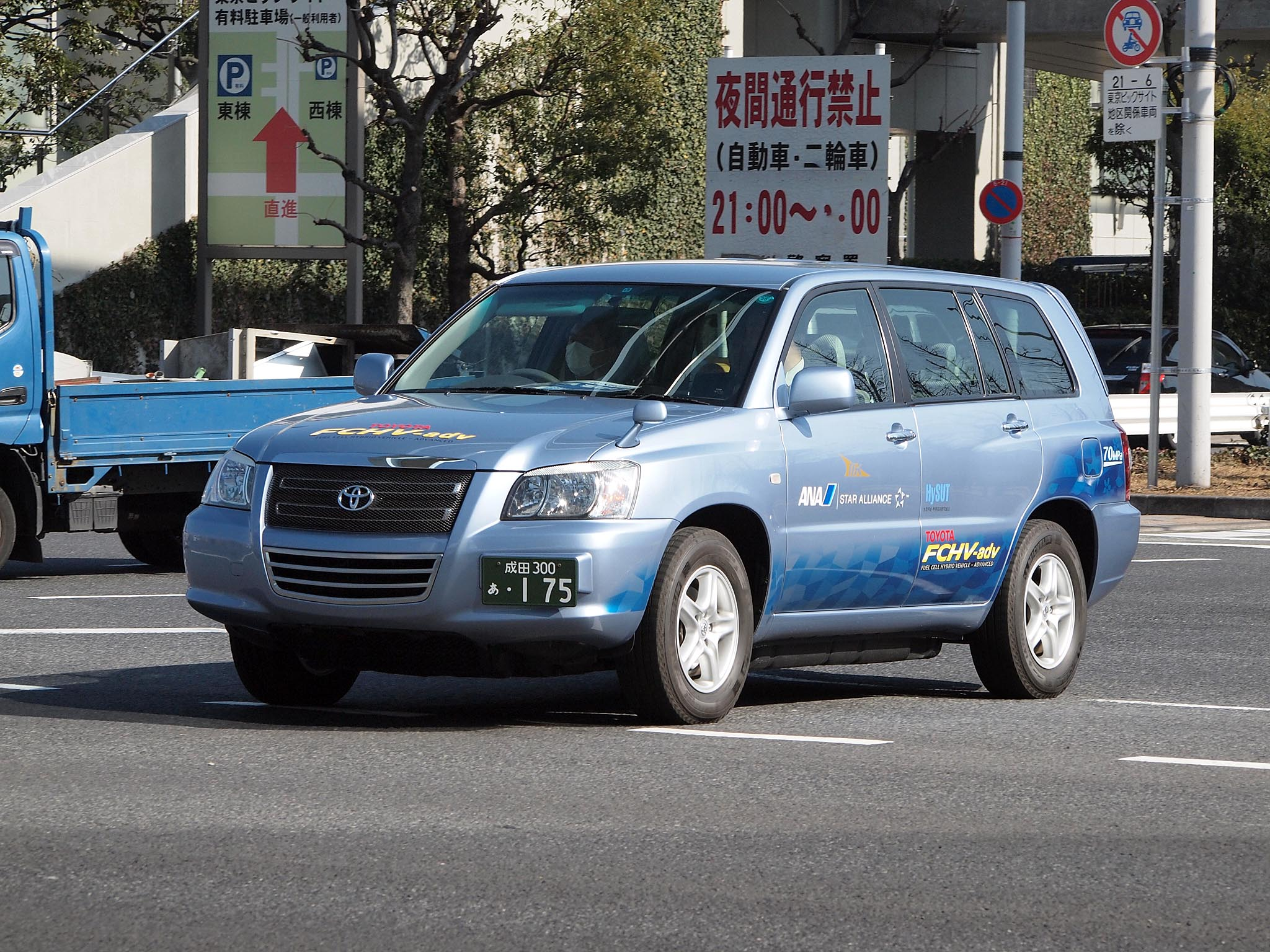
松崎交通に貸与されてハイヤーとして運行されるFCHVアドバンスド

トヨタ・FCHVは、トヨタ自動車が生産する燃料電池自動車である。トヨタはこれを燃料電池と二次電池のハイブリッドシステムであるとし、Fuel Cell Hybrid Vehicle（燃料電池複合型自動車）の略としてFCHVの名を与えている。

## 概要
2002年12月より日本とアメリカで限定リース開始、12月2日に中央官庁（内閣府、国土交通省、 経済産業省、 環境省）へ貸し出された。ベース車は同社のクルーガー（SUVの一種）。値段はリースのみで日本では月額120万円、アメリカでは1万ドル。2004年3月時点では、日米で12台が稼働していた。
動力源には最大出力90 kWのトヨタ製燃料電池スタック「トヨタFCスタック」と、二次電池として21 kWニッケル水素電池を搭載し、モータ（80 kW、260 Nm）を駆動する電気自動車。燃料電池スタックと二次電池をパワーコントロールユニット（PCU）で繋ぎ、走行・車両の状況に合わせ、発電、充電、放電のそれぞれを最適に制御する。状況によっては燃料電池の発電停止、アイドルストップも行っている。燃料は水素を使用し、35 MPaに対応したタンクに高圧充填する。10・15モードでの航続距離は330 km。
直流コンバータ等PCUによる複数電源の接続は、最大電流に制限を加える等デメリットも存在する。直流コンバータ等が不要となるキャパシタを搭載したホンダ・FCXとは正反対の設計思想を持っている。2002年（平成14年）当時のホンダ・FCXがカナダのバラード社製スタックを搭載し車両を発表したように、他自動車メーカーが燃料電池専門メーカー製のスタックを搭載する中、自社製スタックを搭載し技術力をアピールした。
その他、ボディーパネルの一部アルミ化や、リヤスポイラー・床下フラット化などによる空力特性の改善、冷媒を代替フロンからCO2に置き換えたエアコンを搭載するなど、新規技術を多数織り込んでいる。
氷点下30度の極低温環境でも起動・走行試験が可能だが、燃料電池自動車共通の弱点である、燃料電池内部で発生する水の凍結問題はクリアーできていない。また発表当時の張社長の「1台数億円はする」とのコメントから、コスト低減も重大な課題と認識されている。
2007年（平成19年）に登場した改良バージョンのFCHV-adv（アドバンスド）では、航続距離延長のため水素タンクの充填圧力を70 MPaに強化、システムの改良と併せて10・15モード燃費で航続距離は830 kmに延びている。

## 歴史
- 1996年10月 - 実験車FCHVを開発
- 1997年9月 - メタノール改質器搭載型FCHVを開発
- 1999年 - FCHVを発表
- 2001年
  - 3月 - 水素吸蔵合金タンク搭載型のFCHV-3を開発
  - 6月 - 高圧水素タンク搭載型のFCHV-4を開発、日米で公道走行試験を開始
  - 10月 - 液体燃料CHFから水素を取り出す改質型FCHV-5を開発
- 2002年12月 - FCHV-4をベースとしたFCHVを発表、型式をHEU20Wとする。日本に4台（内閣府・経済産業省・国土交通省・環境省）、アメリカ合衆国に2台（カリフォルニア大学アーバイン校、同デービス校）を限定リース開始。経済産業省が支援する「水素・燃料電池実証プロジェクト（JHFC）」に参加（2011年3月まで）
- 2003年8月 - 地方自治体（愛知県・名古屋市）、民間企業（新日本石油・東京ガス・岩谷産業・東邦ガス）へ限定リース開始
- 2007年
  - 2月 - 東京マラソンにオフィシャルカーとして登場（2009年まで）
  - 4月 - ヤマト運輸にリース、常滑市内で配送車として供用開始（2010年12月まで）
  - 夏 - 水素充填圧力を35MPaから70MPaに増強したFCHVアドバンスドで大阪→東京間の無充填走行テストを実施
- 2008年
  - 7月 - 第34回主要国首脳会議（洞爺湖サミット）の環境ショーケースに出品
  - 9月 - FCHVアドバンスドの限定リース販売を開始
- 2011年1月
  - 第87回東京箱根間往復大学駅伝競走（箱根駅伝）で緊急対応車両を務める。
  - 水素供給・利用技術研究組合（HySUT）の水素ハイウェイプロジェクトに参加、松崎（まんざき）交通（ベイサイドホールディングスグループ）に貸与してハイヤーとしての実証運行を開始[1]。

## 乗用車タイプ

### 仕様
- 全長：4735mm
- 全幅：1815mm
- 全高：1685mm
- 重量：1860 kg
- 乗車定員：5人乗り
- 最高速度：155km/h
- 最低地上高：180mm
- タイヤ外径：704mm
- 最小回転半径：5.7
- ドア数：5ドア
- 駆動方式：FF

## 路線バスタイプ
乗用車タイプと並行して路線バス向けも開発されており、FCHV-BUSとその後継のFCバス、そして量産車のSORAが存在する。

### FCHV-BUS
子会社である日野自動車と共同開発された。ベース車はブルーリボンシティのノンステップバス （KL-HU2PMEE）である。製造は日野車体工業→ジェイ・バス小松事業所。
- 第一世代（FCHV-BUS1）

FCHVのコンポーネントをバスに搭載した試作車。燃料電池スタックは90kWのものを1基、電動機は80kWのものを2基搭載、水素タンクは25MPa・150Lのものを屋根上の前部に5基搭載した。
- 第二世代（FCHV-BUS2）

2002年の東京モーターショーで一般公開される。燃料電池スタックを90kWのものを2組に、水素タンクは容量は150リットル5基のままだが充填圧力が35MPaに増強、設計上の航続距離は250kmを確保した。国土交通大臣認定を受けて2003年8月から2004年12月まで東京都交通局に1台が貸し出され、都営バス深川営業所の路線バスとして東16系統（東京駅 - 豊洲駅 - 東京ビッグサイト）と海01系統（門前仲町 - 豊洲駅 - 東京テレポート駅）を中心に運行された。
- 第三世代

2005年日本国際博覧会（愛・地球博）の長久手会場と瀬戸会場を結ぶシャトルバスとして8台（実際には何らかの事情で9台）が製作された。各部のマイナーチェンジが施され、水素タンクは35MPa・150L 7基に増強して航続距離350kmを確保、配管の短縮化のため屋根の中央部に搭載された。冷房装置の関係か側窓はすべて固定窓を採用、空調効率を上げるため窓をラッピングフィルムで覆っている。
万博閉幕後は、2006年3月に知多乗合に1台が貸し出されて知多半田駅 - 常滑駅間と中部国際空港島内の路線バスおよび駐車場シャトルバスとして2009年12月まで営業運行に供され、7月には中部スカイサポート（2007年4月よりANAグランドサービス中部）に2台が貸し出されて中部国際空港内のランプバスとして運行された。
2010年10月には名鉄バスに1台が貸与され、2012年11月までとよたおいでんバス豊田東環状線で特定日に運行された。
2012年10月より2014年3月まで、関西国際空港内のエアロプラザから第二ターミナルビルを結ぶシャトルバスにも導入された。
他にもトヨタ自動車に返却された車両が、自動車や燃料電池、環境関連のイベントで試乗車として登場したほか、東京マラソンや2007年に大阪で開催された世界陸上でスタッフカーとして使用されたことがある。
前面や客室を日野・セレガ（2代目）に似た形状とした車両が、2010年12月16日から2013年9月12日まで東京空港交通に貸し出され、羽田空港と新宿駅・東京シティエアターミナルを結ぶリムジンバスで実証実験を行った。ノンステップバスがベースのため定員は25名に抑えられている。

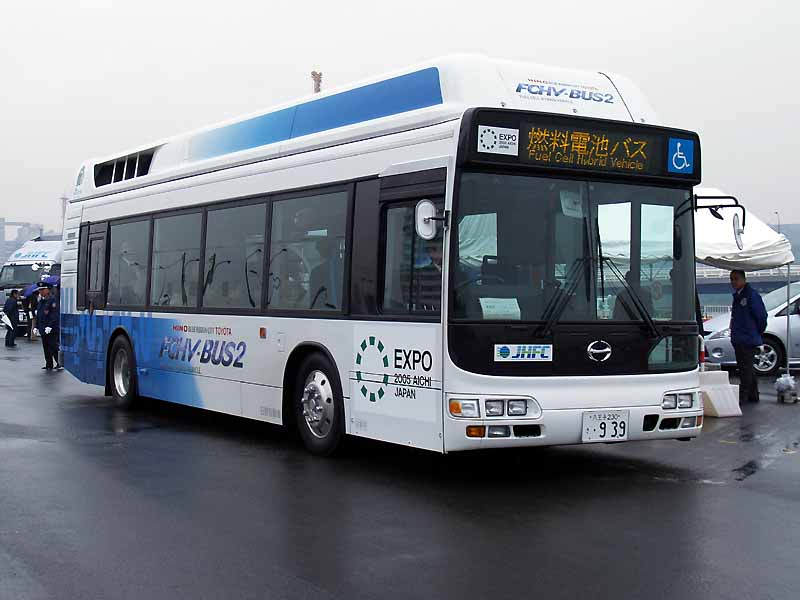
FCHV-BUS2（第二世代） 2002年「東京モーターショー」出展車 日野自動車所有
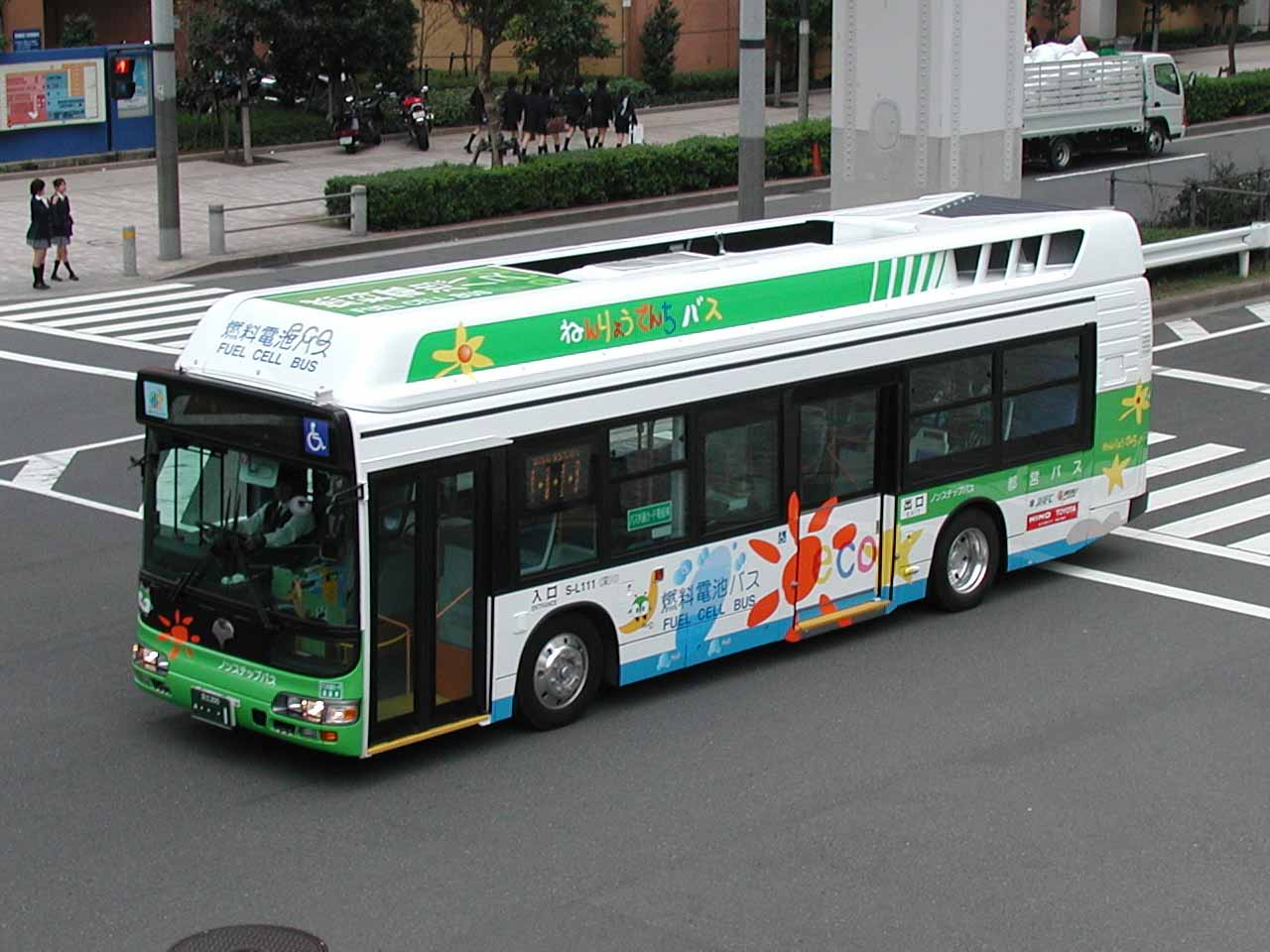
FCHV-BUS2（第二世代） 都営バス S-L111号車 東京都交通局への貸出車（2003 - 2004年） 港区台場にて
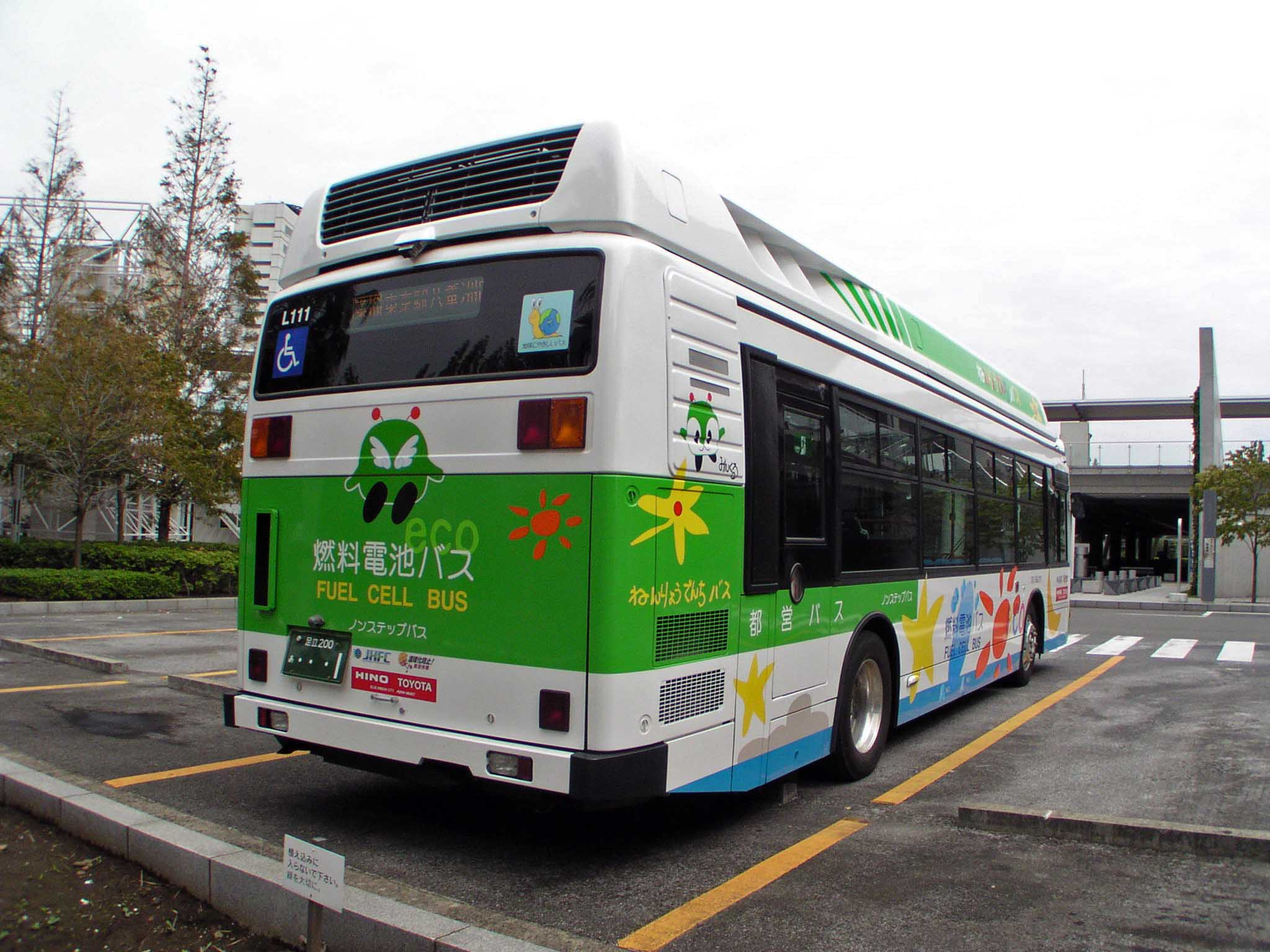
都営バス S-L111号車の後部 東京ビッグサイトにて
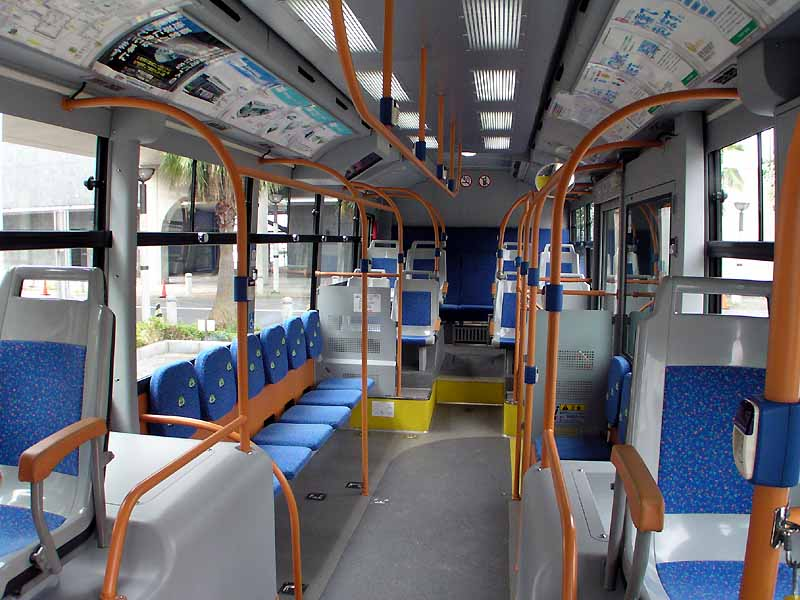
都営バス S-L111号車の客室
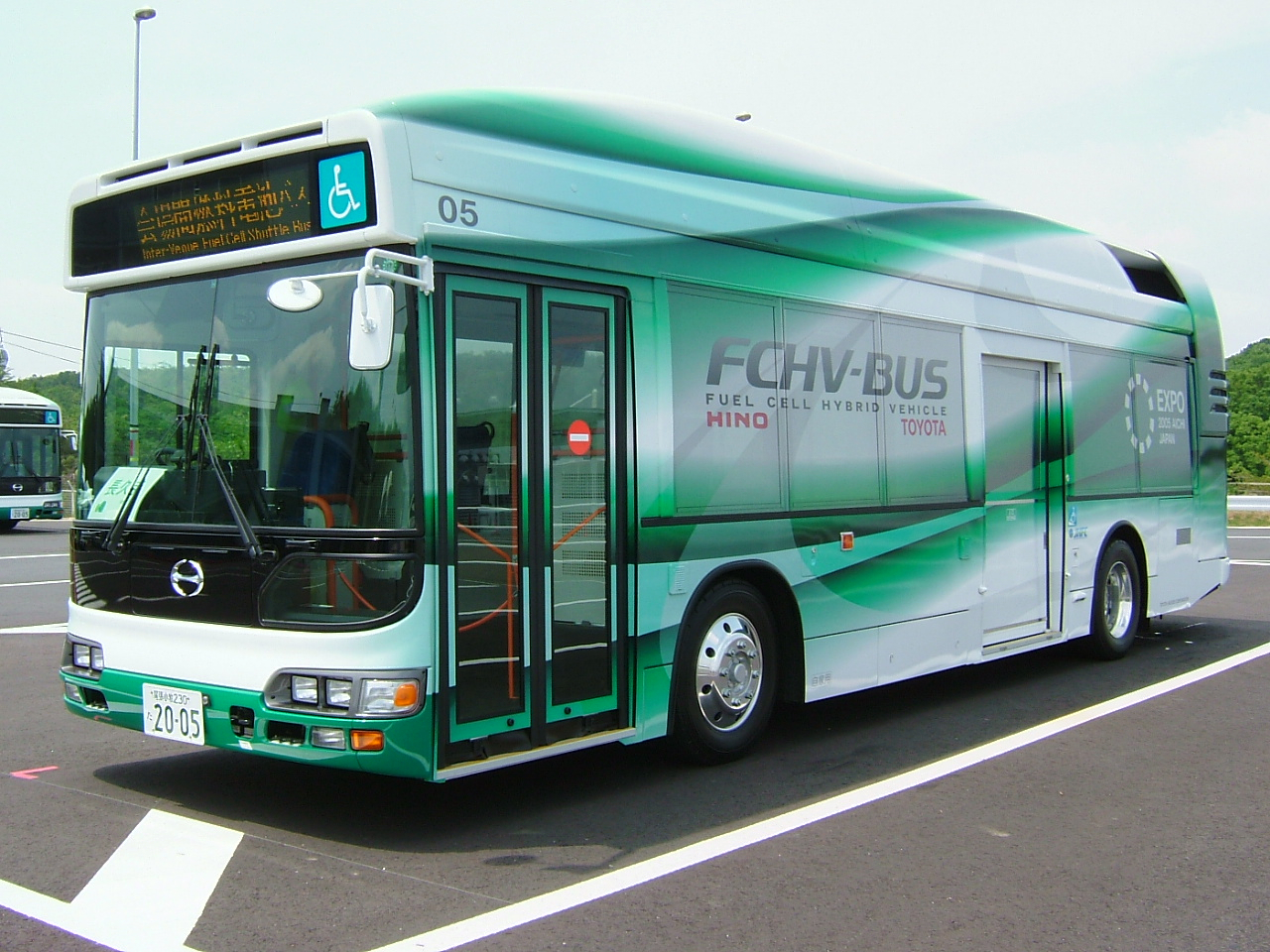
FCHV-BUS（第三世代） 愛・地球博会場間シャトルバス
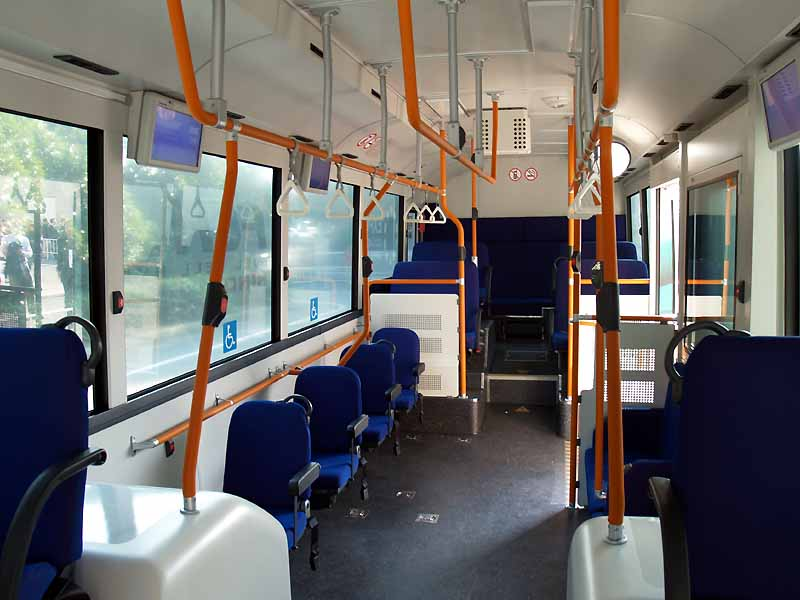
愛・地球博会場間シャトルバスの車内
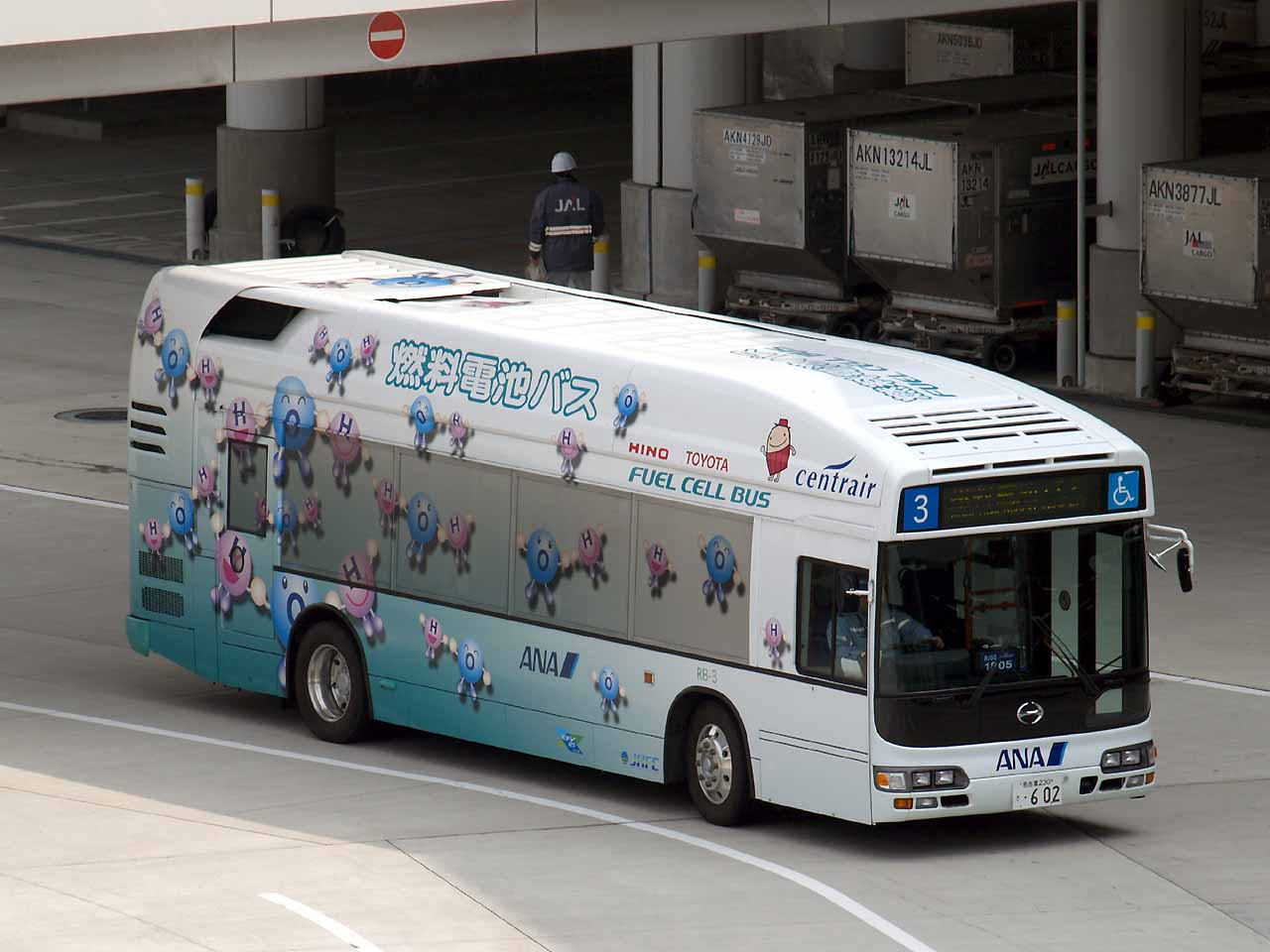
中部国際空港ランプバス
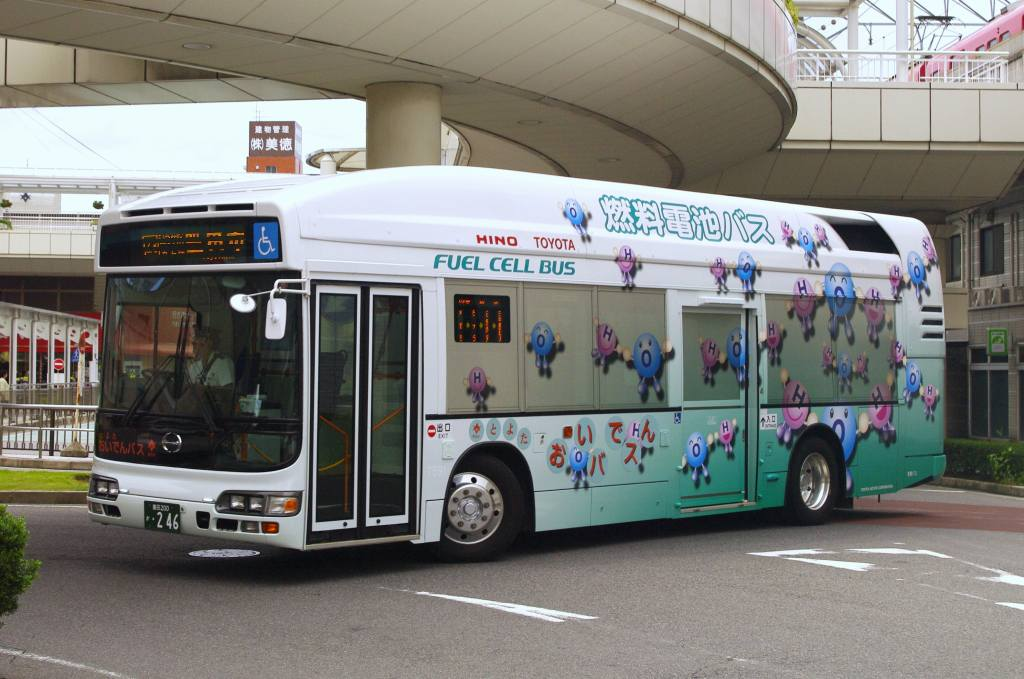
FCHV-BUS（第三世代） とよたおいでんバス 豊田市駅付近にて
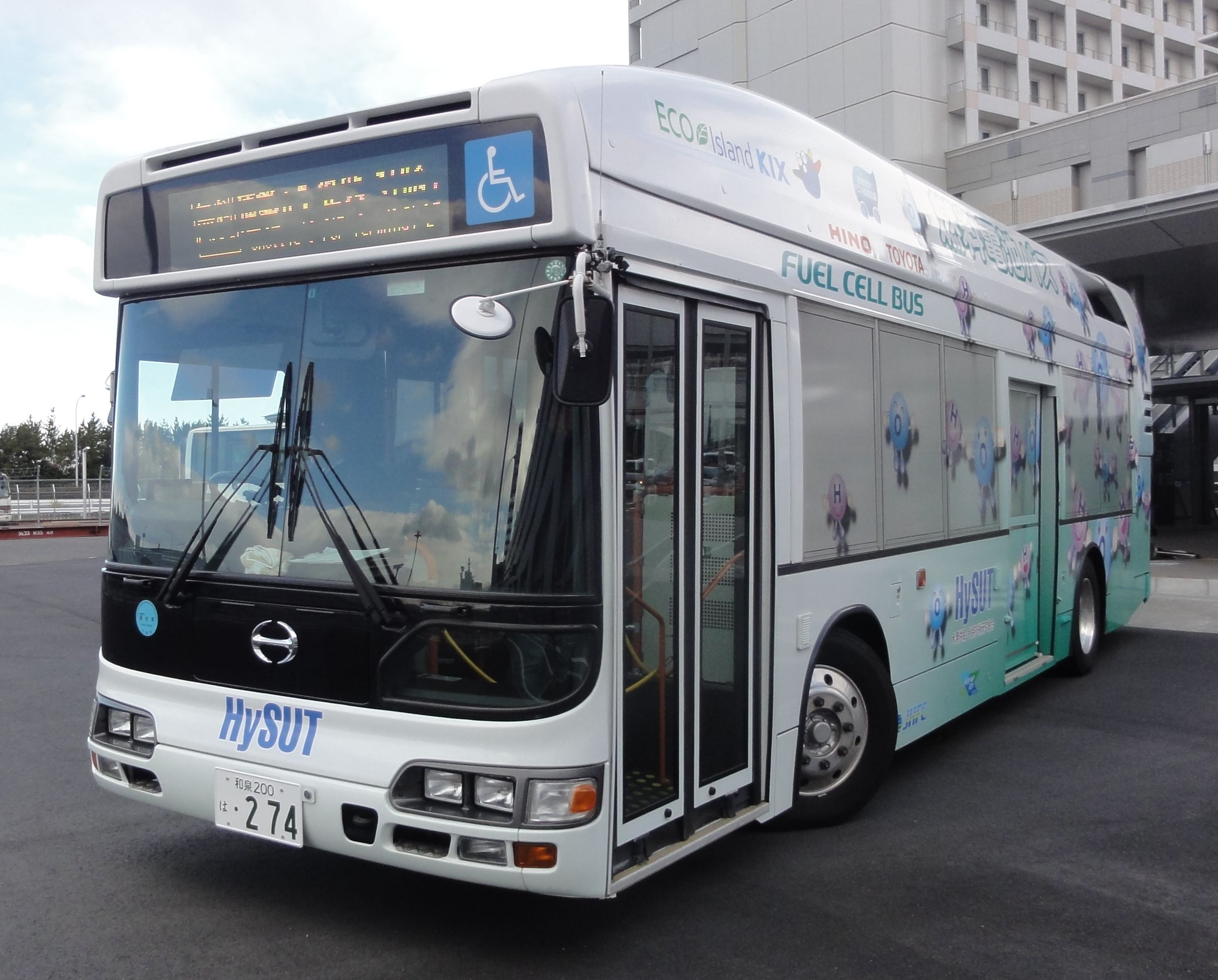
関西国際空港内シャトルバス
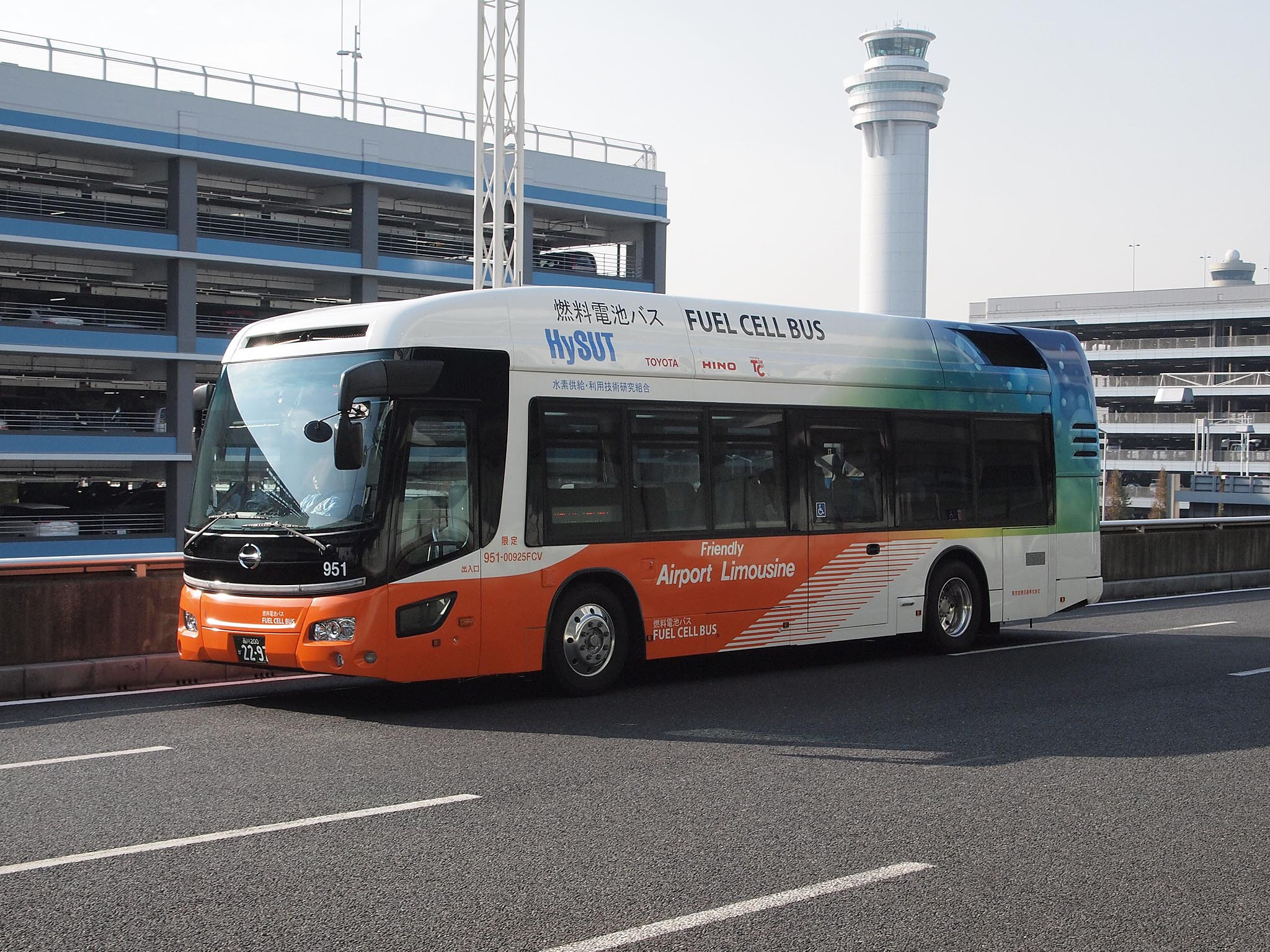
東京空港交通リムジンバス 2代目セレガマスク （羽田空港にて）
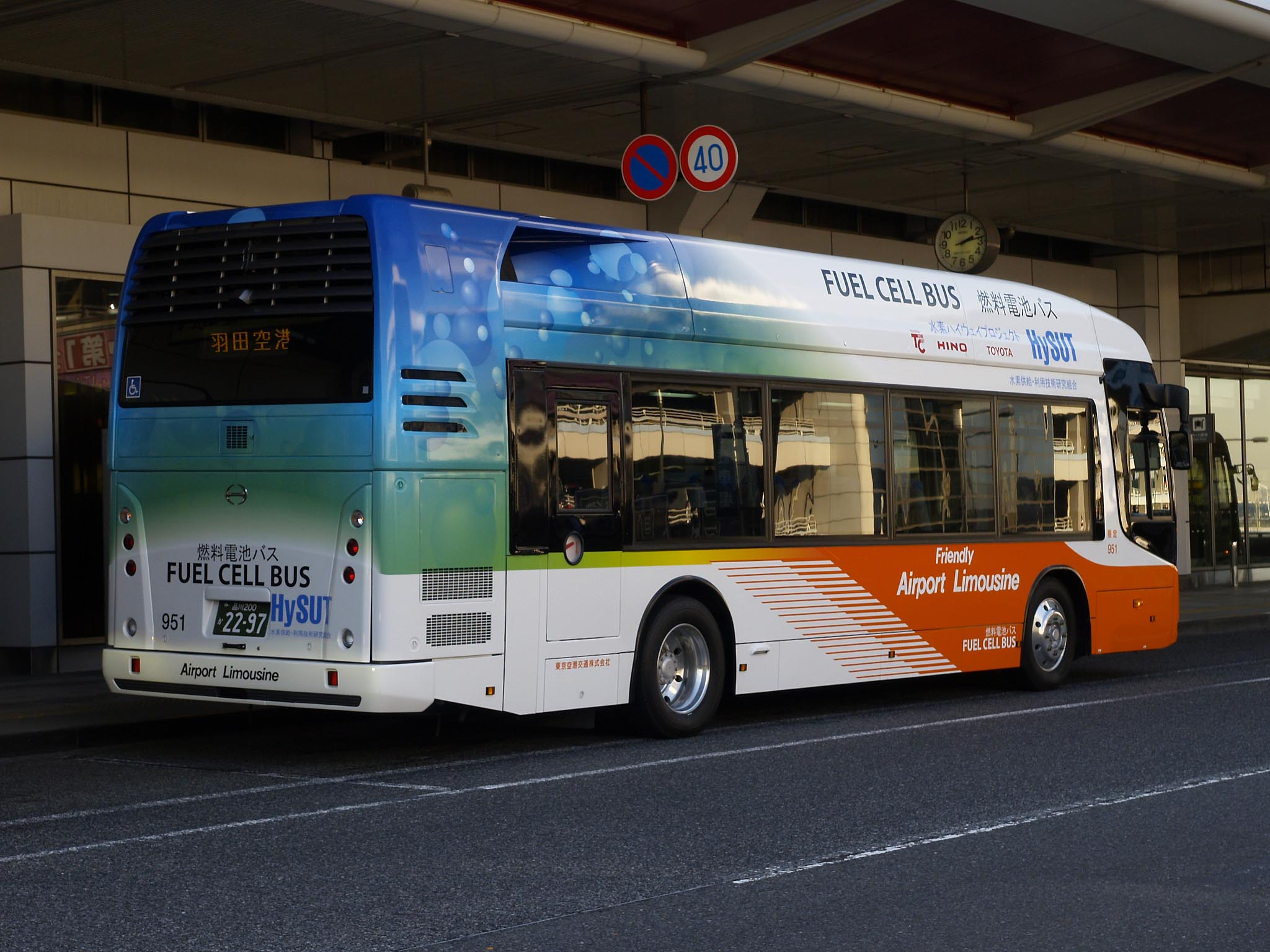
東京空港交通バージョンの後部
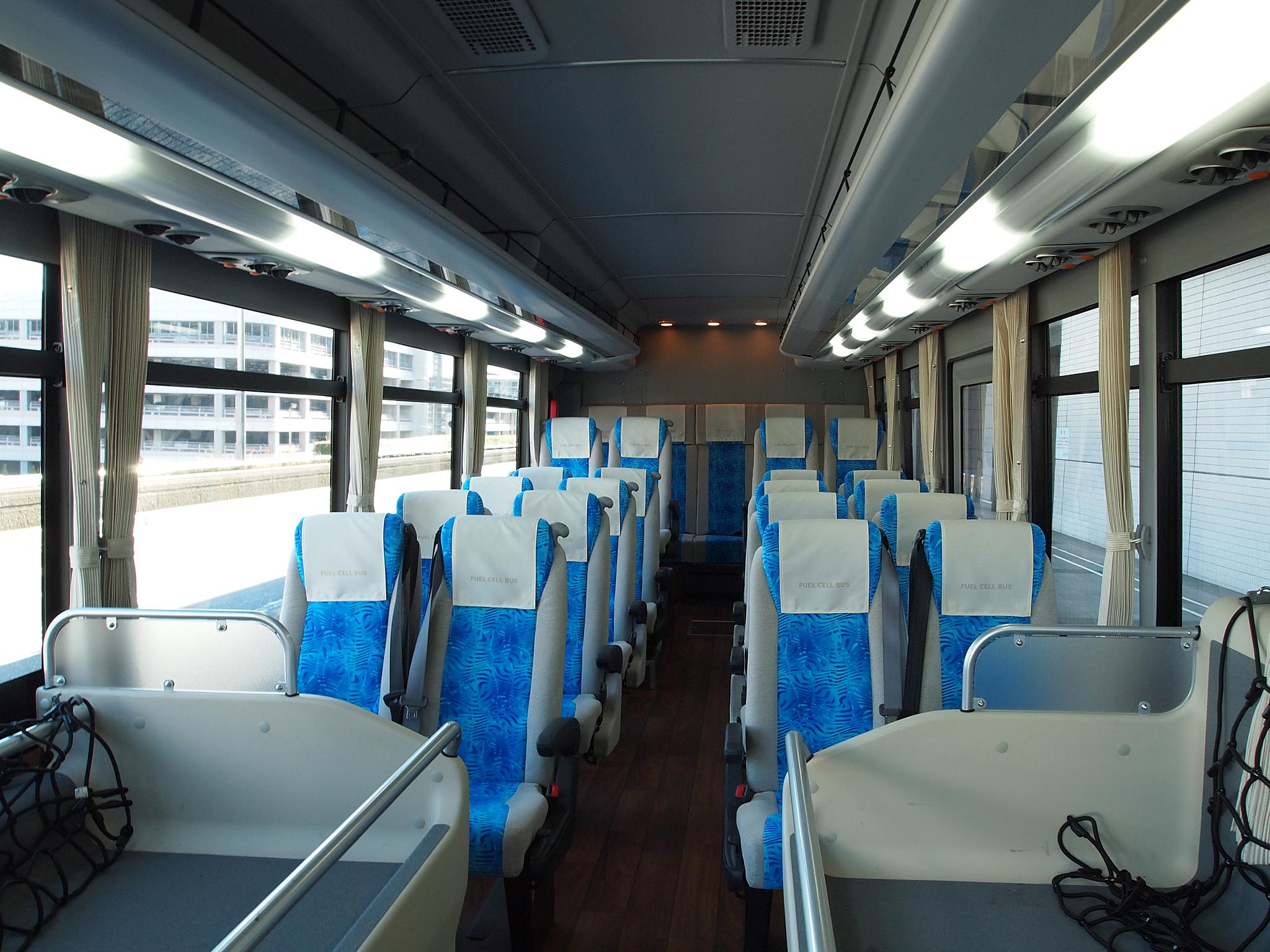
東京空港交通バージョンの車内
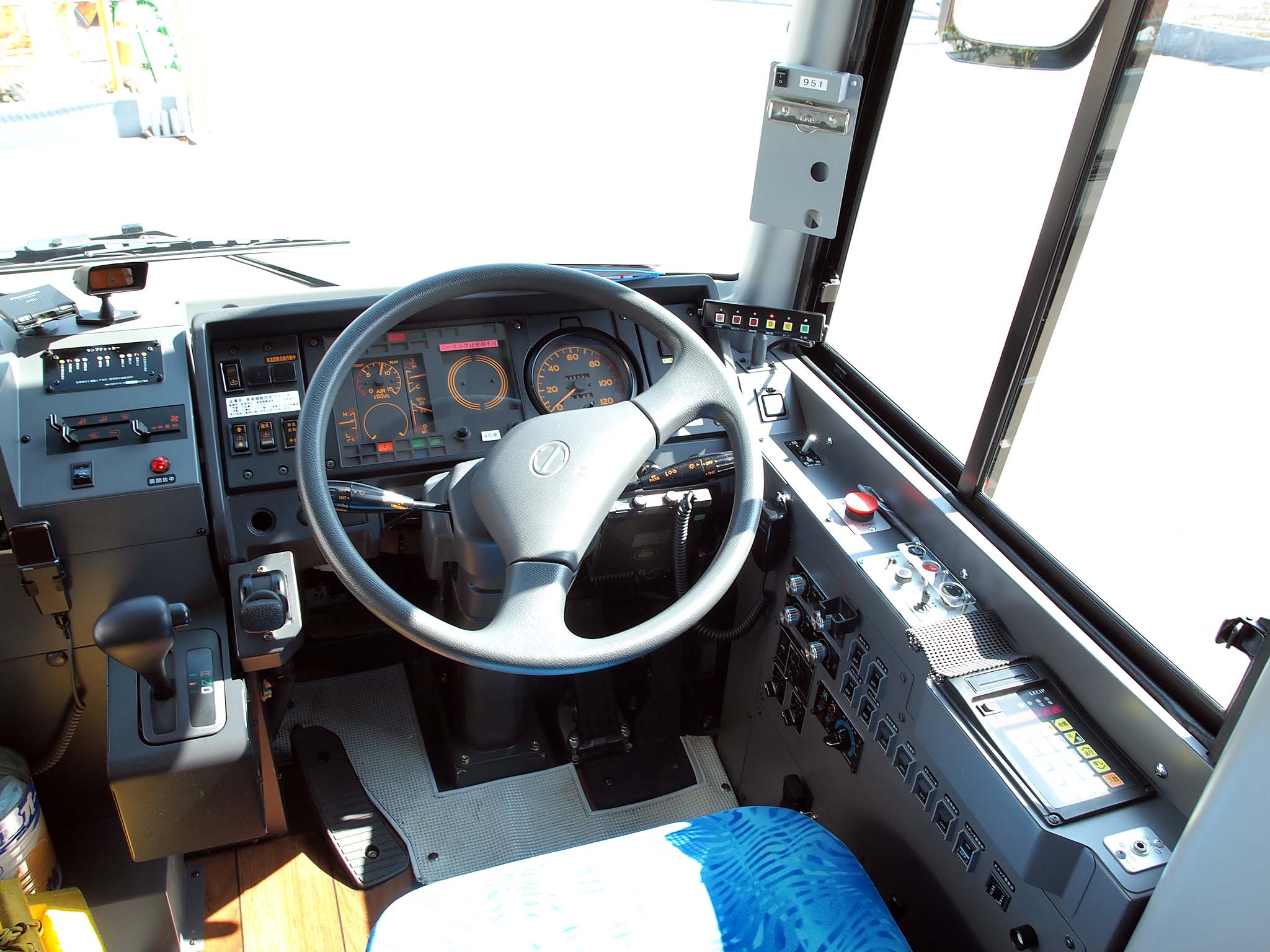
東京空港交通バージョンの運転席
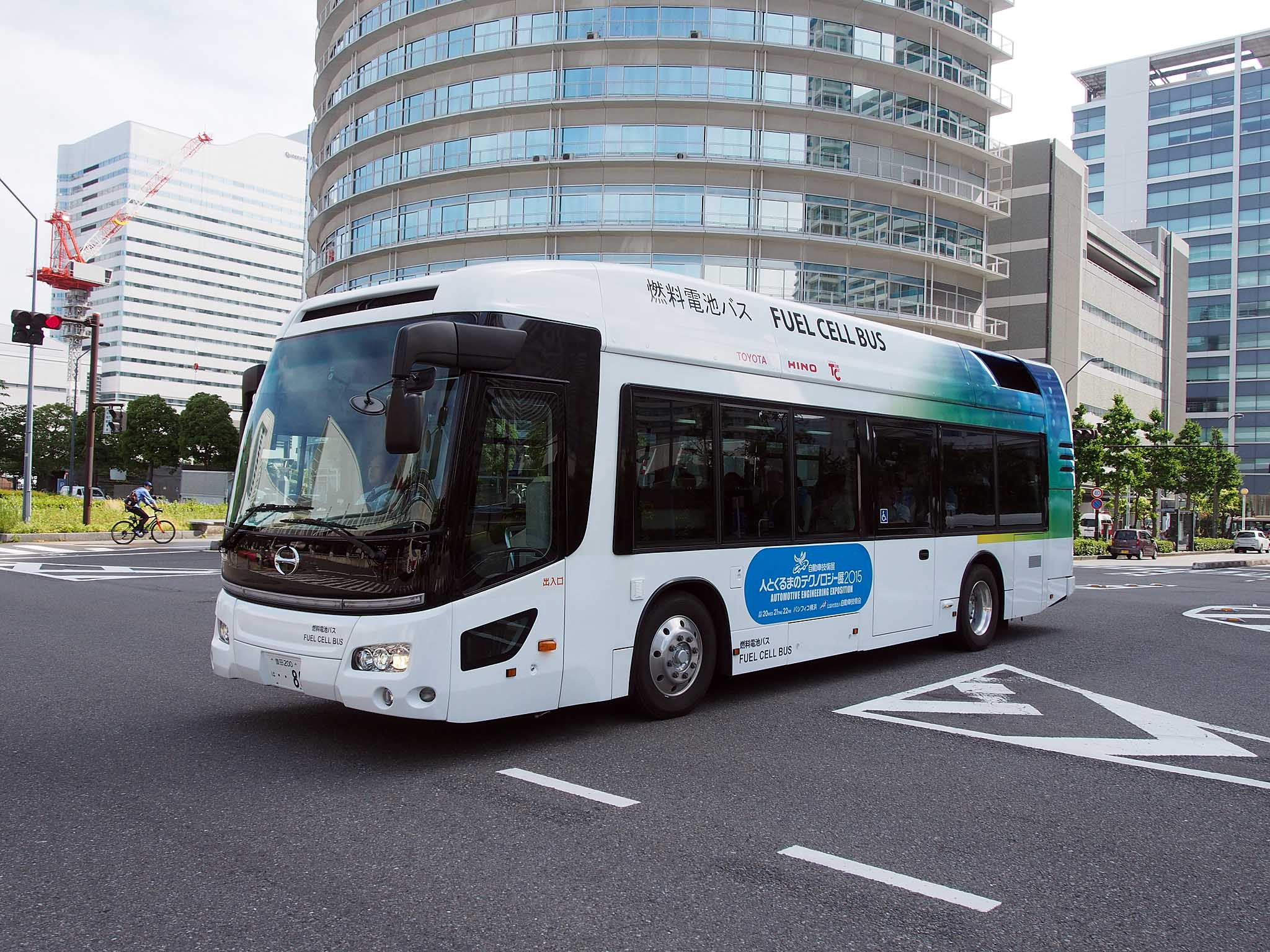
トヨタ自動車に返却された東京空港交通バージョン 2015年「人とくるまのテクノロジー展」試乗車

### FCバス
型式名はTFCB。FCV「MIRAI」用に開発された技術を織り込んだ新型燃料電池バス。引き続きジェイ・バス小松事業所で製造される。
登場当初は、前面と後部のデザインはこれまでの試作車と同様にブルーリボンシティのものを流用していたが、側面は側窓下部のモールがなくなり、中扉も引き戸からべンチュラ製プラグドアに変更されるなどすっきりした仕上げとなっていた。2014年にフロントとリアを中心に大幅な外装リニューアルを受け、その結果ブルーリボンシティの面影はほぼ無くなっている。FCスタックは114kWのものを2基、電動機は110kWのものを2基搭載、水素タンクは70MPaのものを屋根上に8基搭載した。リアドライブ方式。
FCスタック、いわゆる燃料電池系はトヨタ製、モーターやバッテリーは日野自動車製であり、MIRAIからの流用との兼ね合いから、12vバッテリーと24vバッテリー（12v＋12V）の2種類を搭載していて系統が分かれている。水素タンクは岩谷産業製。
ブルーリボンシティハイブリッドが2015年にブルーリボンハイブリッド（HL系）にモデルチェンジし、日野の路線バス車種がいすゞの路線バス車種との統合モデルに統一されてからは、ジェイ・バスでの路線バス製造は宇都宮事業所（旧・いすゞバス製造宇都宮工場）で統一されていたが、トヨタから販売される燃料電池バスは小松事業所（旧・日野車体工業小松工場）で製造されており、小松事業所製では唯一の大型路線バスとなっている。。
- 試作車

実証実験のため豊田市に無償で貸し出され、名鉄バスに委託してとよたおいでんバス豊田東環状線（豊田市駅 - 三河豊田駅）で2015年1月9日から3月31日までと同年7月6日から8月31日まで営業運行が行われた。同年9月1日から11月30日まではとよたおいでんバス藤岡・豊田線の豊田市駅 - 藤岡中学校間で営業運行を行う。
- 量産車

上述の各車種での走行実証を踏まえ、2017年初頭にトヨタブランドで「トヨタFCバス」として発売が開始される。外観はミラー類が樹脂一体成型品から従来品に変更された事以外は2015年に実証実験を行った車両とほぼ同一である。初年度は同年2月 - 3月にかけて東京都交通局にリース方式で2台が納入され、同年3月21日より都05-2系統（東京駅丸の内南口 - 東京ビッグサイト）/都05-2急行系統（東京駅丸の内南口 - 東京ビッグサイト）で路線バスとして運行を開始した。トヨタブランドでの大型バス販売はDR15系リアエンジンバスの販売が終了した1974年以来43年ぶりである。
水素タンクも増量し、現在では80Mpaのものを10基搭載している。
屋根上が水素タンク、電動エアコン、FCスタックで占領されている為に換気扇が設置できないので、DENSO製の空気清浄機が付いている。

### SORA
FCバスの後継車種で、生産工場はジェイ・バス小松事業所。2017年10月の東京モーターショーで初めて公開された。
2018年3月7日にリース販売開始。燃料電池車のバスとしては国内で初めて国交省の型式認証を取得しZBC-MUM1NAEとなった。
2018年9月26日、トヨタ自動車とToyota Motor Europe (TME) はSORAで確立した路線バス用FCシステムをポルトガルのカエタノ・バス社(Caetano Bus SA)に供給することを発表した。
2018年10月3日、公益財団法人日本デザイン振興会によって2018年度グッドデザイン・ベスト100に選出された。
2019年8月6日、一部改良。ITS Connect 路車間通信システム（DSSS）とドライバー異常時対応システム（EDSS）、衝突警報が装備されたほか、フロントにミリ波レーダーが搭載された。また、オプションとして、路面の誘導線をカメラで検知し、自動操舵と自動減速によってバス停と間を空けずに停車する「自動正着制御」も選択できるようになった。
2024年に販売を終了している。

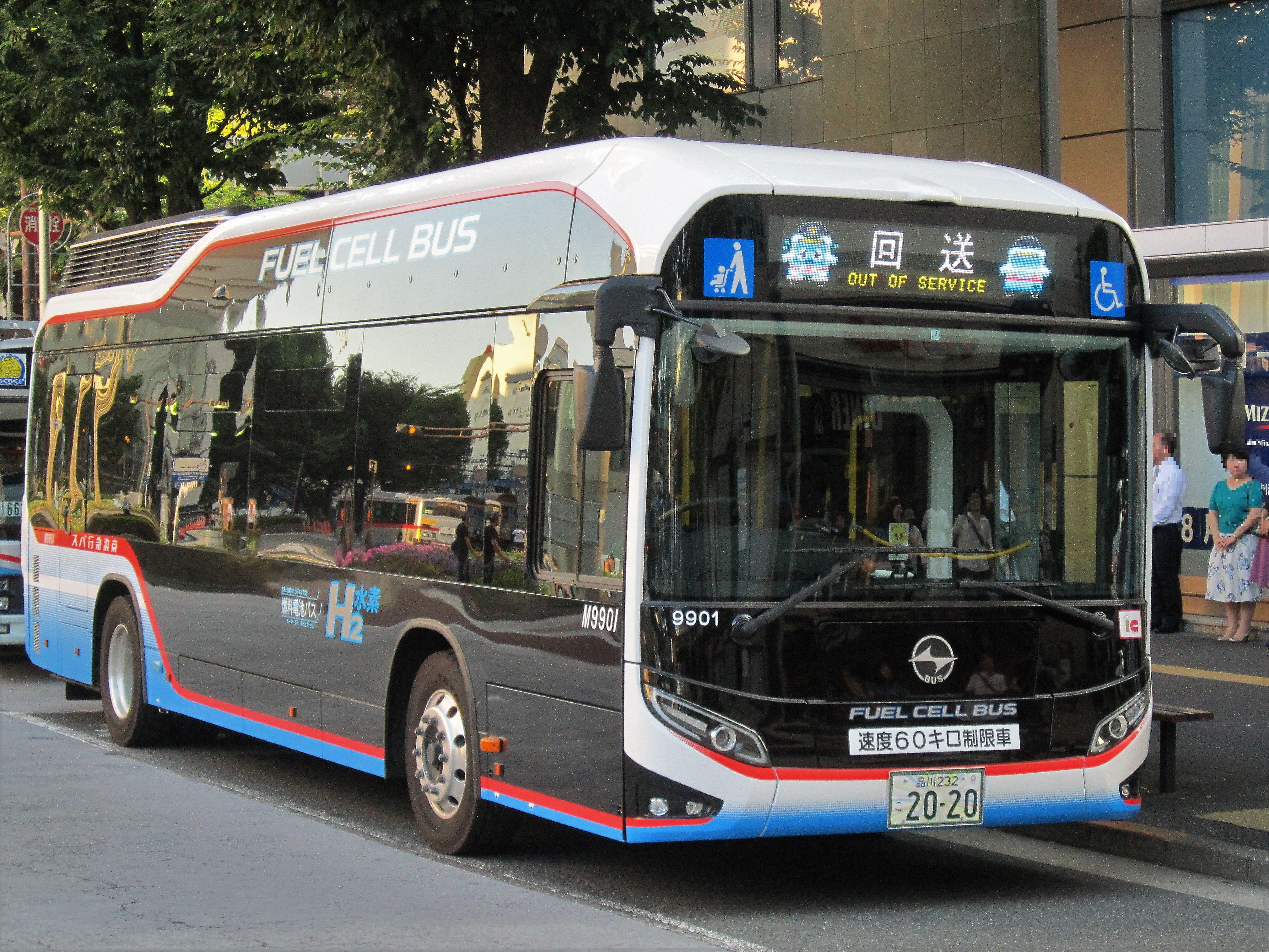
京浜急行バス
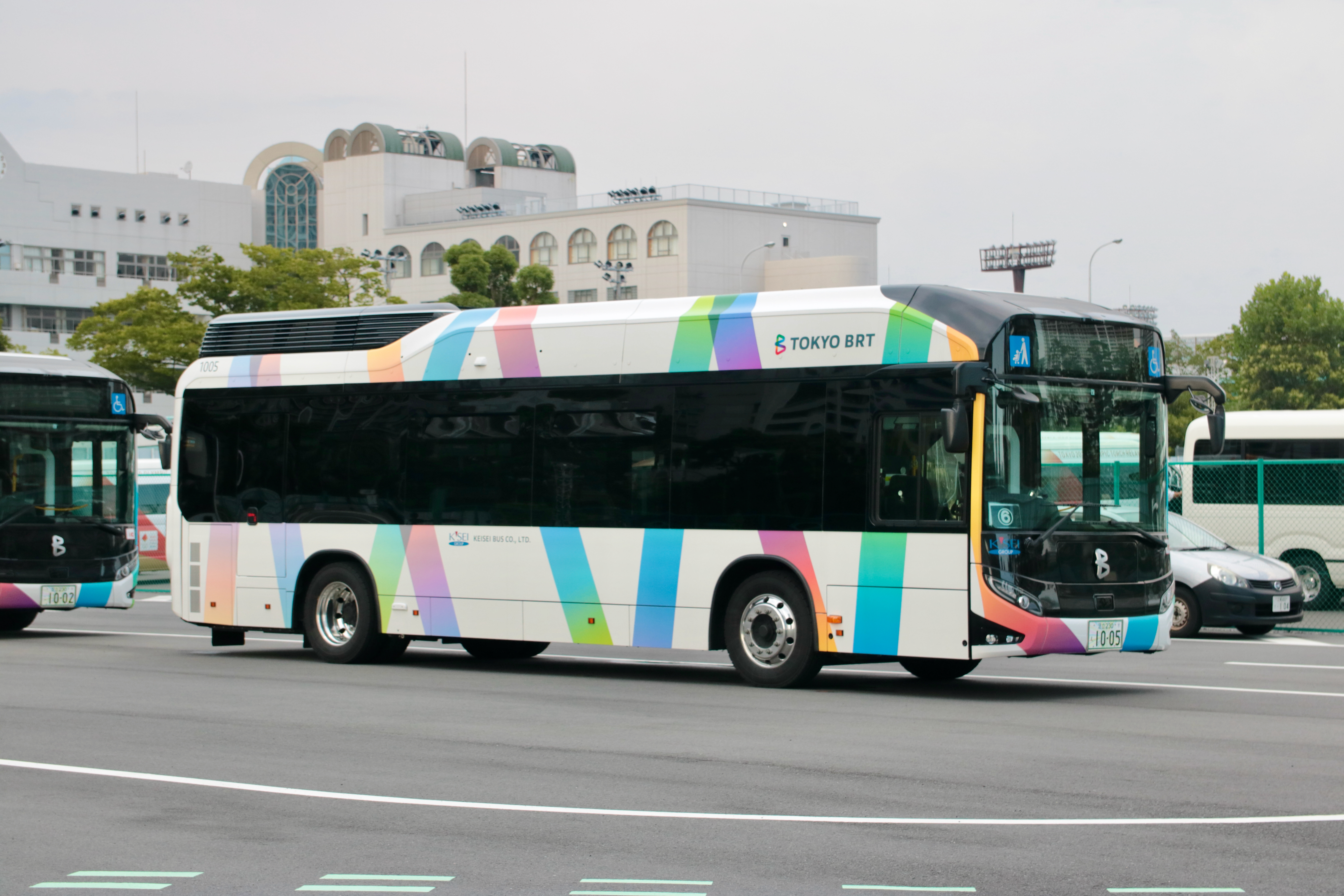
京成バスが運行する東京BRT
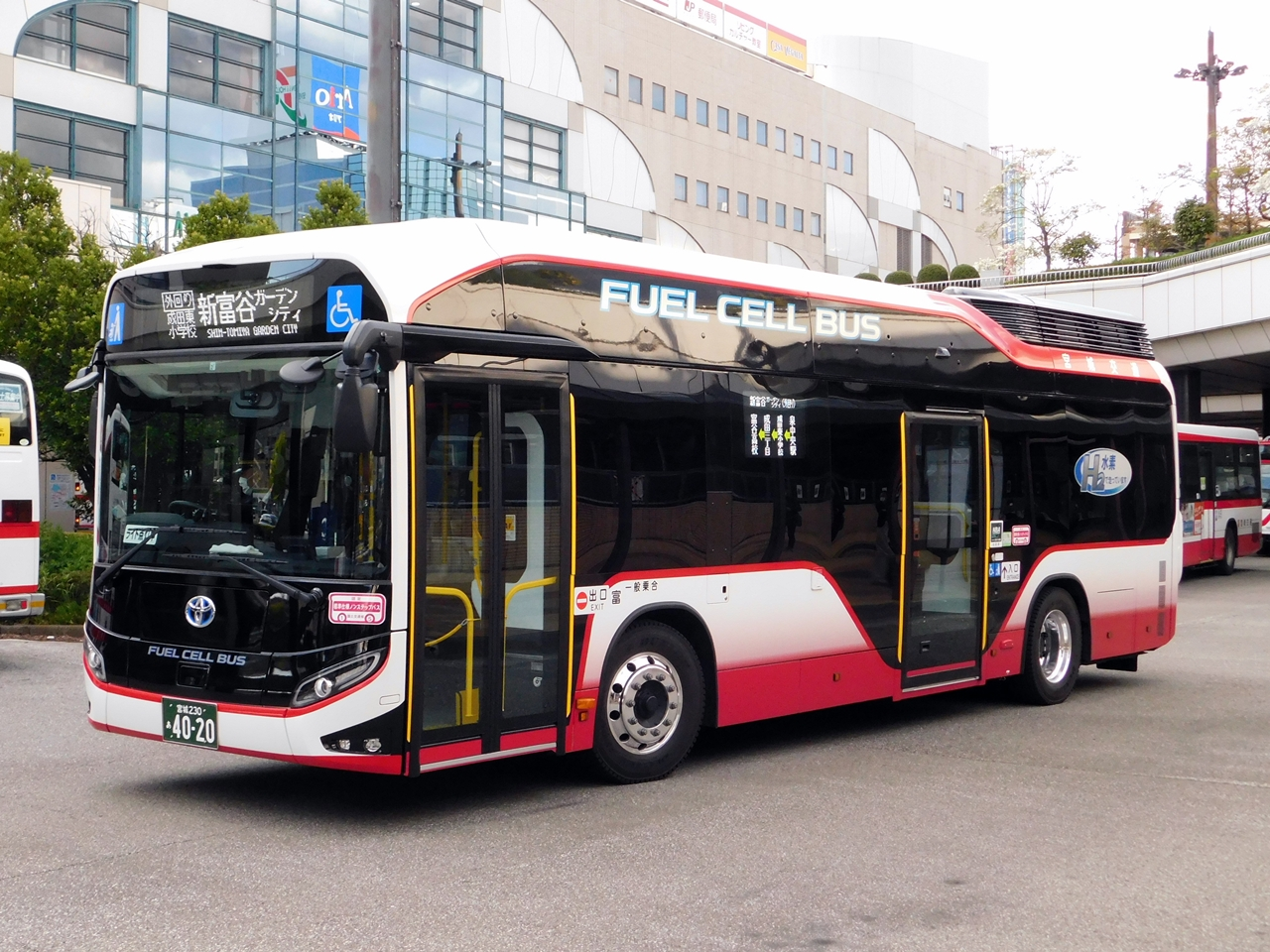
宮城交通
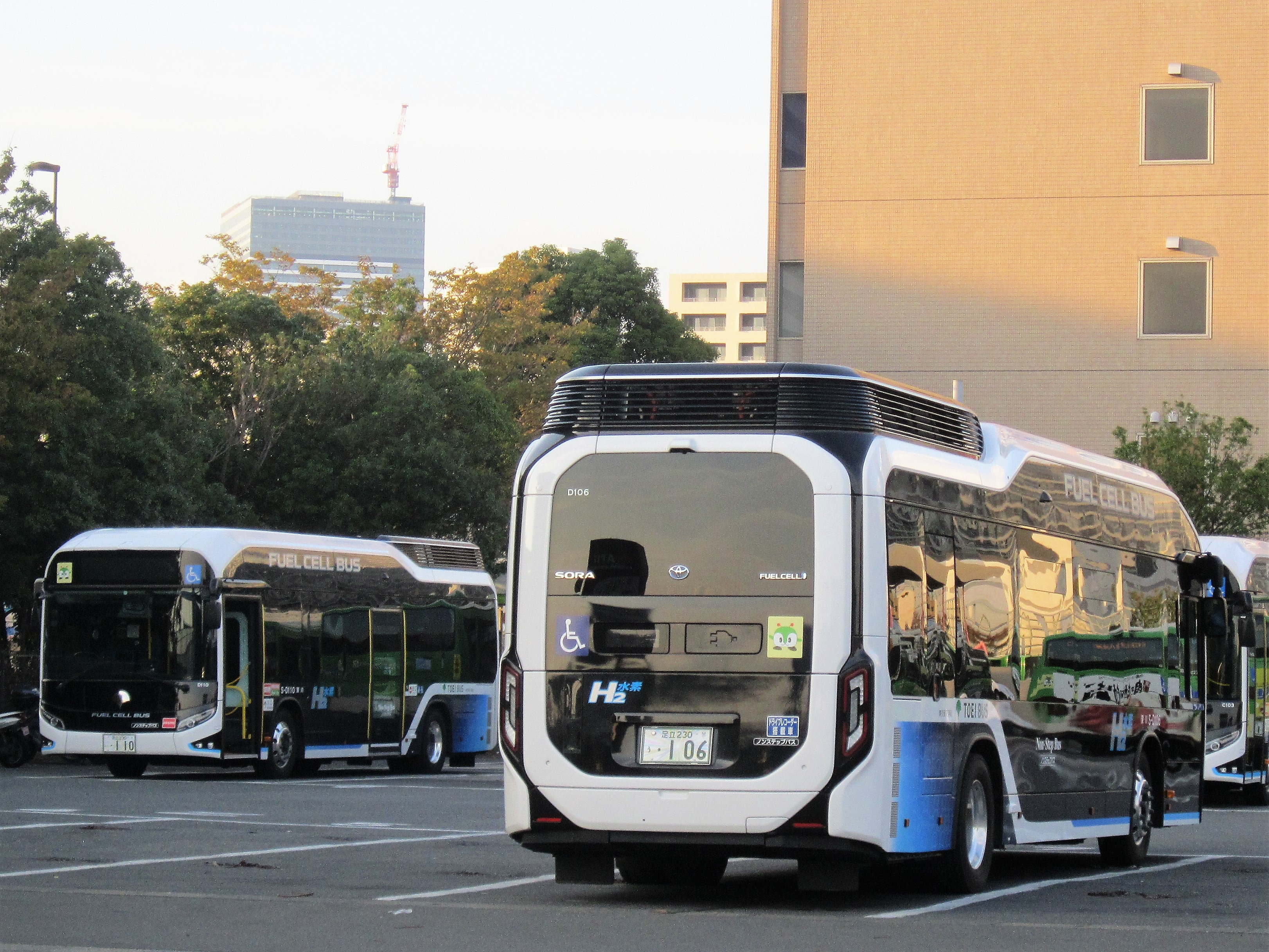
都営バス
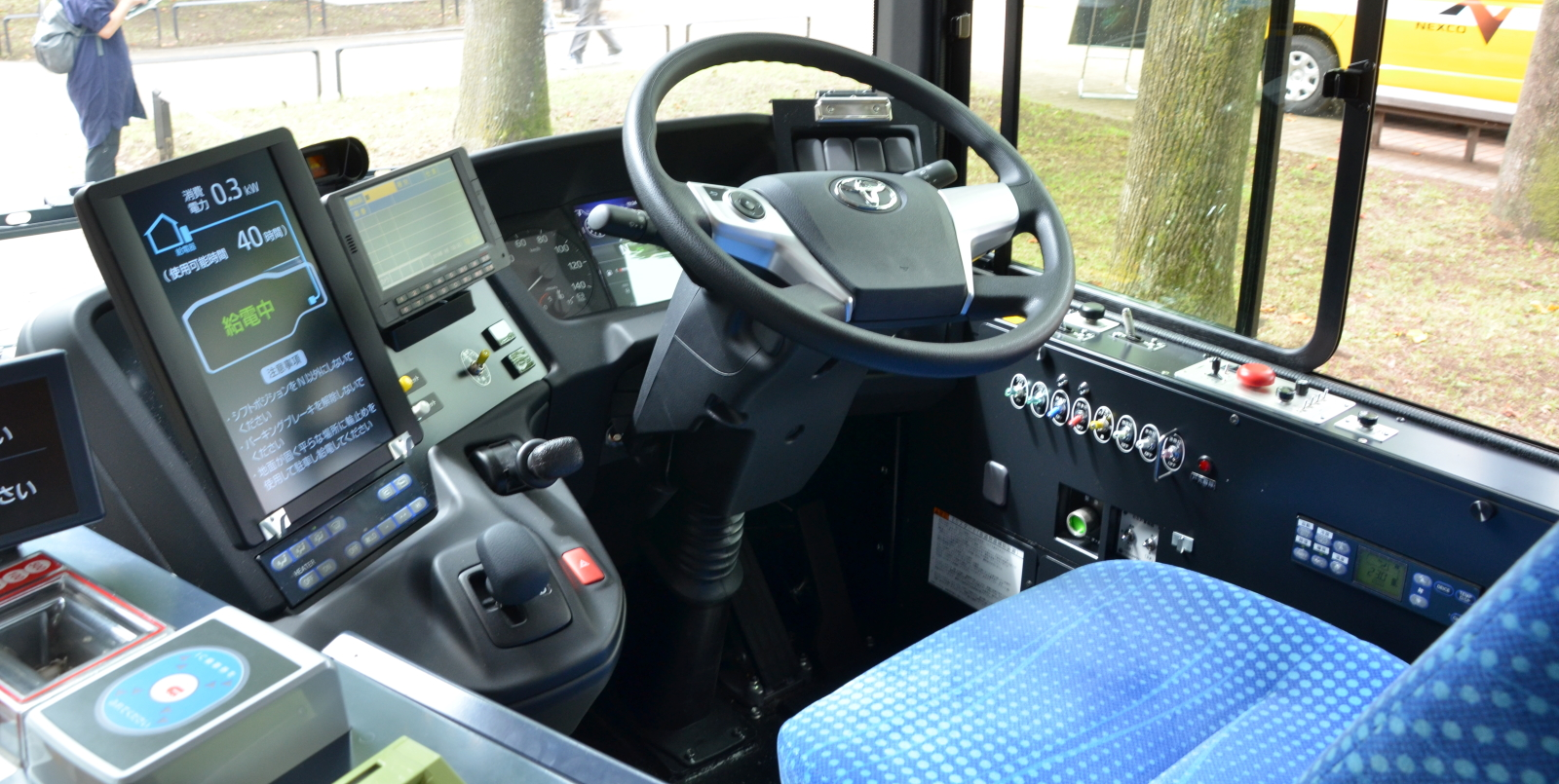
運転席（都営バス）
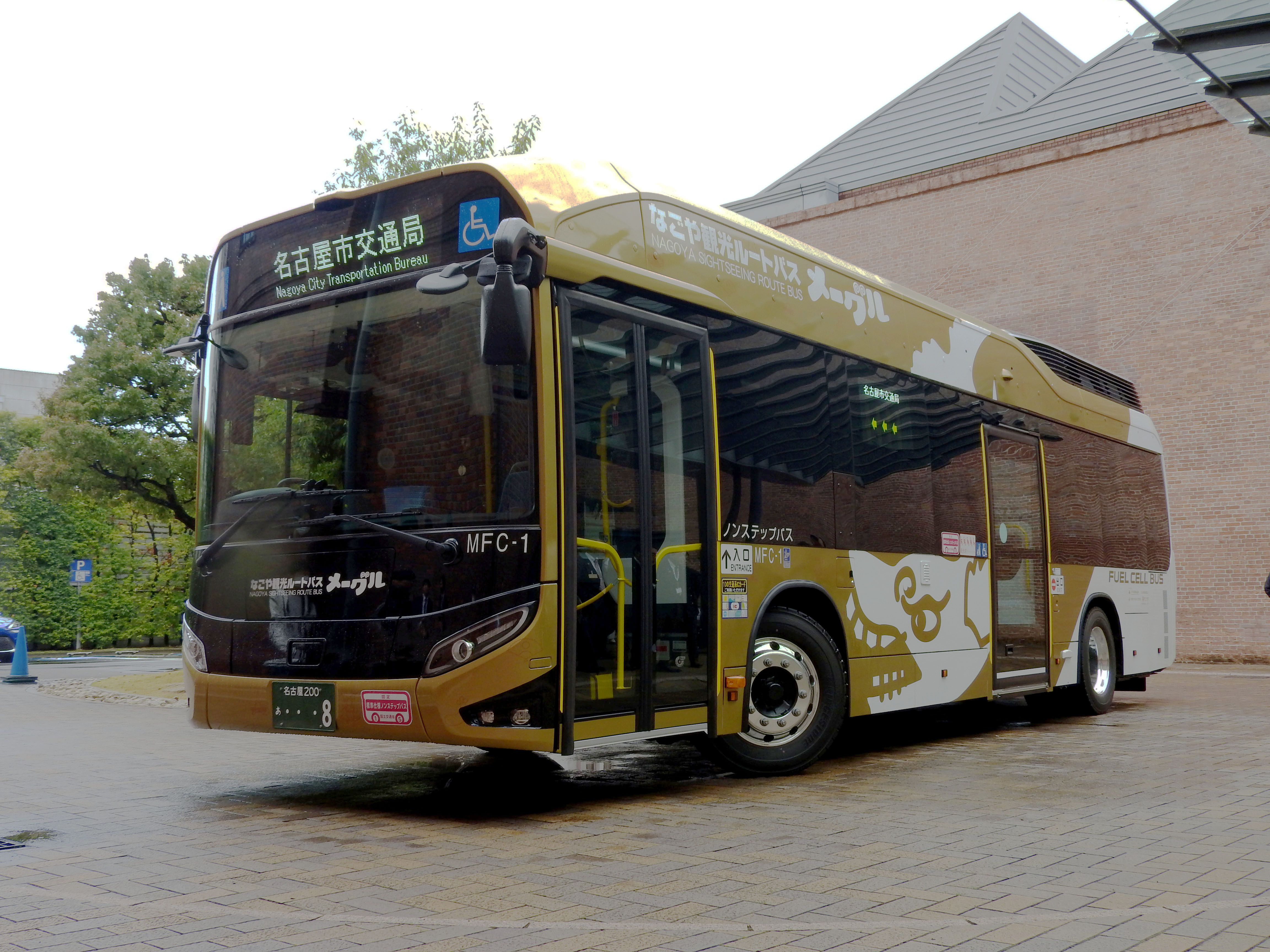
メーグル専用車（名古屋市営バス）
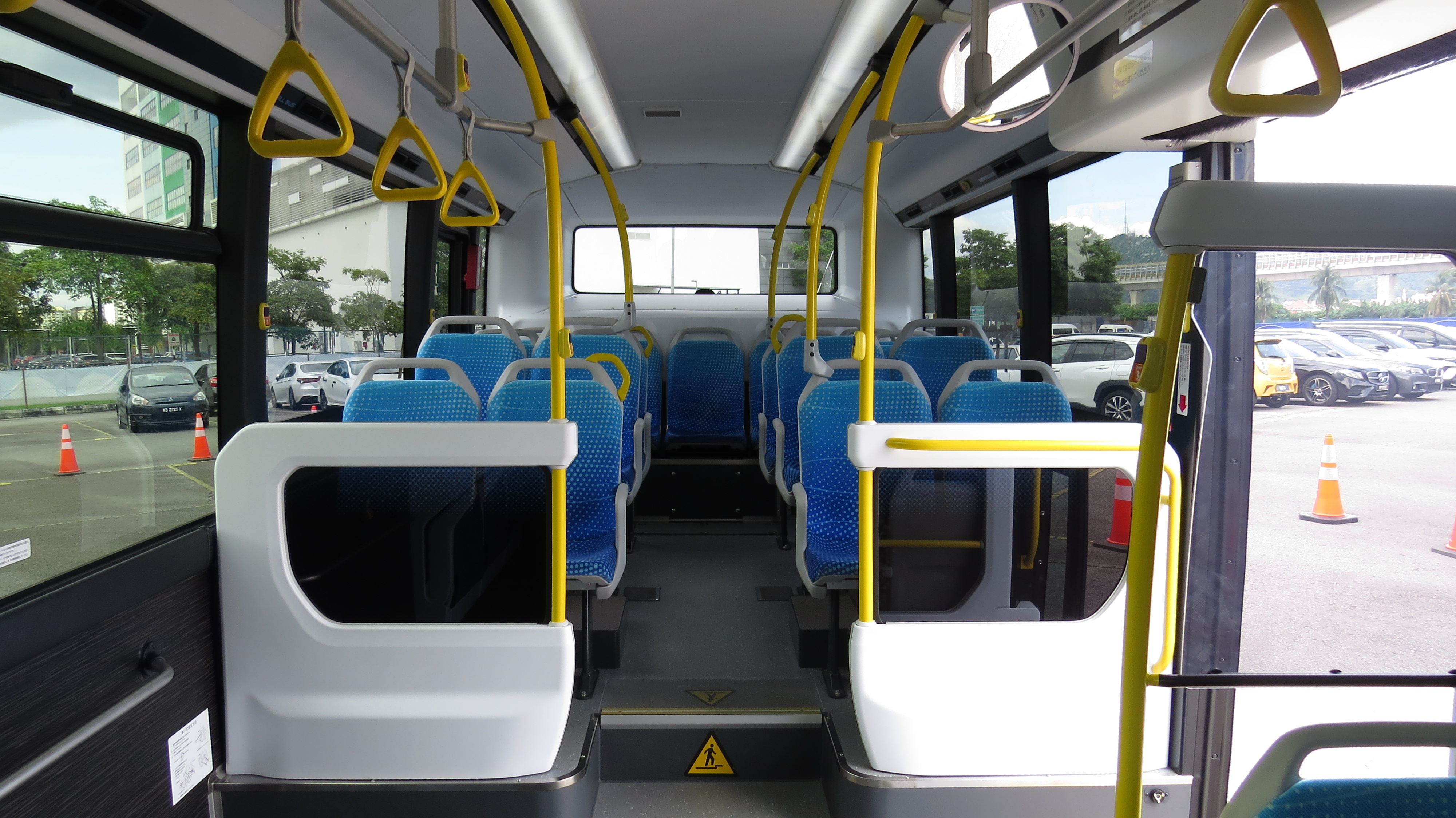
車内

## 軽自動車・フォークリフト

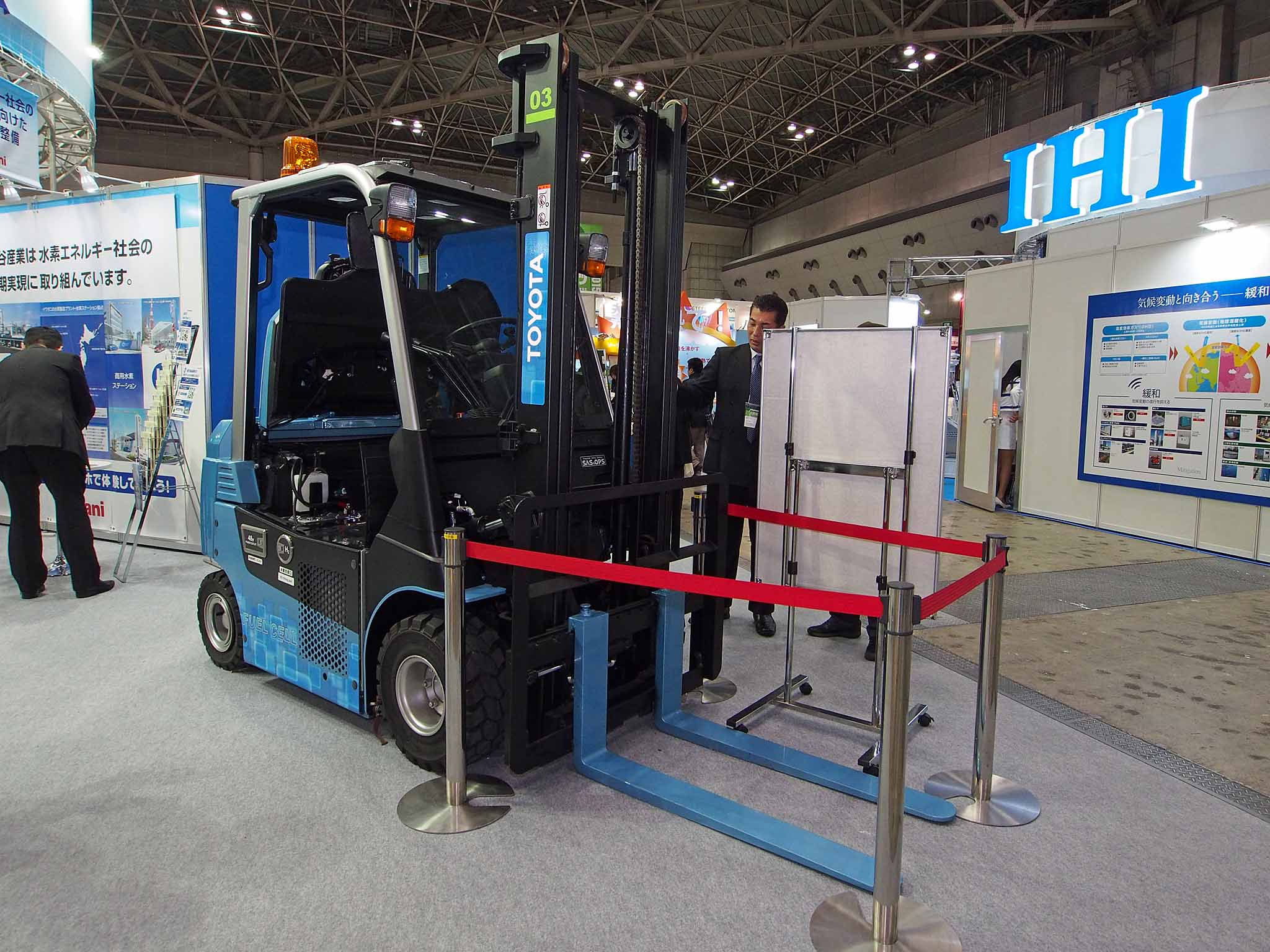
トヨタL&F・燃料電池フォークリフト

トヨタグループでは他にダイハツ工業から軽自動車版としてムーヴEV-FCとムーヴFCV-K-2、タントFCHVが、豊田自動織機（トヨタL&F）からは燃料電池を搭載したフォークリフト"FCHV-F"が登場しており、これらには30kWのトヨタ製燃料電池スタックが搭載されている（RF駆動）。